# 369134 Mariareiche
369134 Mariareiche este o planetă minoră (asteroid) din centura de asteroizi. A fost descoperită pe 8 septembrie 2008 la  de Ute Zimmer⁠(d) și a fost numită după Maria Reiche⁠(d). 
Obiectul prezintă o orbită caracterizată de o semiaxă mare de 3,0096031788998 UAi, o excentricitate de 0,24468283413129, o înclinație de 8,8209812238269 ° în raport cu ecliptica.